# Guadalupe Cachi
Guadalupe Cachi är en ort i Mexiko, tillhörande kommunen Ixtlahuaca i den västra delen av delstaten Mexiko. Orten hade 3 812 invånare vid folkräkningen 2010.